# Сакр I бин Рашид аль-Касими
Шейх Сакр бин Рашид аль-Касими (? — 1803) — правитель (шейх) племени аль-Кавасим (будущих эмиратов Рас-эль-Хайма и Шарджа) в 1777—1803 годах в качестве главы морской федерации аль-Касими. Он вступил в должность шейха после отставки своего отца, шейха Рашида бин Матара аль-Касими, главы Аль-Касими после примерно 30-летнего правления.

## Биография
Сакр бин Рашид женился на дочери шейха Абдуллы Аль-Маина из Кешма, ключевого союзника своего отца и бывшего шейха Кешма, укрепив союз между родами аль-Маин и аль-Касими, который укрепил власть рода аль-Касими в Кишме и Бендер-Линге, получив эффективный контроль над доступом в Персидский залив.
Сильное руководство Сакра бин Рашида позволило аль-Касими расширить свои торговые связи, закрепиться в прибрежных городах Бендер-Чарек, Бендер-Линг и Шинас, а также на иранской стороне Персидского залива, на островах Сирри, Кешм, Киш и Рас-аль-Хайма (который уже был в руках) и Рамс на Аравийском побережье, в районе, известном как «Сир» на тот момент.
Примерно в то же время, когда власть перешла от Рашида к Сакру, первое обвинение в пиратстве против «аль-Касими» было выдвинуто англичанами, после того как судно Ост-Индской компании было захвачено у берегов Рас-эль-Хаймы. Под давлением англичан, чтобы объяснить свои действия, аль-Касими от имени Рашида заявило, что судно было под флагом имама Маската, с которым аль-Касими находились в состоянии войны. Расследование привело к записке, написанной Фрэнсисом Уорденом, главным секретарем правительства Бомбея, в которой говорилось, что только в 1796 году он смог проследить акт агрессии Аль-Касими против британского флага. Тем не менее жребий был брошен — аль-Касими вступили во все возрастающий конфликт с союзником своего врага Маската — англичанами.
В мае 1797 года корабль Bassein был взят на абордаж Аль-Касими, но, узнав в нем британское судно, пираты получили приказ покинуть его, а англичанам было разрешено проследовать в Басру. В ответ на протест британского правительства Сакр бин Рашид писал: «Боже упаси меня думать о захвате ваших судов».
Еще один инцидент произошел в Бушире в сентябре 1797 года, когда британская лодка была вовлечена в конфликт между «аль-Касими» и оманскими лодками, причем сама она была обстреляна «аль-Касими». И снова Сакр бин Рашид выразил протест против дружбы с англичанами и пообещал предать суду своего племянника шейха Салеха, командовавшего лодками Аль-Касими.
На рубеже веков ваххабитские силы Первого Саудовского королевства начали вторгаться в этот район, и их угроза оазису Бурайми заставила Султана Маската искать мира с Сакром бин Рашидом.
После его смерти в 1803 году Сакру наследовал его сын Султан ибн Сакр аль-Касими.